# Martín del Valle
Martín Alonso del Valle Salinas (* 27. Februar 1988) ist ein peruanischer Badmintonspieler. 

## Karriere
Martín del Valle gewann 2008 seinen ersten nationalen Titel in Peru. Im gleichen Jahr gewann er auch die Puerto Rico International. 2009 erkämpfte er sich Silber bei den Panamerikameisterschaften und Gold bei den Brazil International.

## Sportliche Erfolge
| Saison | Veranstaltung               | Disziplin    | Platz | Name                                  |
| ------ | --------------------------- | ------------ | ----- | ------------------------------------- |
| 2008   | Peruanische Meisterschaft   | Herrendoppel | 1     | Antonio de Vinatea / Martín del Valle |
| 2008   | Puerto Rico International   | Herrendoppel | 1     | Antonio de Vinatea / Martín del Valle |
| 2009   | Panamerikameisterschaft     | Herrendoppel | 2     | Antonio de Vinatea / Martín del Valle |
| 2009   | Brazil International        | Herrendoppel | 1     | Antonio de Vinatea / Martín del Valle |
| 2010   | Peruanische Meisterschaft   | Herrendoppel | 1     | Antonio de Vinatea / Martín del Valle |
| 2011   | Peru: Einzelmeisterschaften | Herrendoppel | 1     | Antonio de Vinatea / Martin del Valle |
| 2012   | Peru: Einzelmeisterschaften | Herrendoppel | 1     | Antonio de Vinatea / Martin del Valle |